# 阿加尼爾
40°13′N 8°3′W / 40.217°N 8.050°W
阿加尼爾（葡萄牙語：Arganil），是葡萄牙的城鎮，位於該國中部，由科英布拉區負責管轄，始建於1114年，面積332.84平方公里，2011年人口12,145，人口密度每平方公里36.49人。